# Lissocephala unipuncta
Lissocephala unipuncta är en tvåvingeart som beskrevs av Malloch 1929. Lissocephala unipuncta ingår i släktet Lissocephala och familjen daggflugor.
Artens utbredningsområde är Zimbabwe. Inga underarter finns listade i Catalogue of Life.